# 波的传播
波的传播是指波行进的任何方式。
通过比较振动方向与行进方向的关系，我们可以区分纵波和横波。
电磁波和引力波（又称“重力波”）可以在真空中传播，也可以在材料介质中传播，但其他大部分类型的波都不能在真空中传播，需要在传输介质中才能存在。
另一个解释波的传播的实用参数是波速，多由介质的某种密度决定。

## 波速

二维建模的地震波传播，利用时域有限差分（FDTD）法检测地雷

波速是一个总体概念，分为若干类型，如波的相位速度以及能量和信息的传播速率。相速度由以下公式给出：
{\displaystyle v_{p}={\frac {\omega }{k}},}
其中：
- vp是相速度（米每秒，m/s）；
- ω是角频率（弧度每秒，rad/s）；
- k是波数（弧度每米，rad/m）

在某一相速率下，相位固定的一个点将以离散频率行进。角频率ω不能独立於波数k来确定，而是二者通过色散关系相互联系：
{\displaystyle \omega =\Omega (k).\,}
在Ω(k) = ck这一特殊情况下，且c是常数，这样的波被称为非色散波，因为所有的频率以相同的相速率c行进。真空中实际的电磁波都是非色散波。在色散关系满足其他形式的情况下，波也是色散波。色散关系取决於波传播通过的介质和波的类型（例如电磁波、声波或海洋表面波）。对於声波来说，介质的密度越大，波行进的速度就越快，因为粒子的距离更近，这样能量的传输率就更高。
能使小范围频率合成的波包行进的速度称为群速度，由色散关系的梯度决定：
{\displaystyle v_{g}={\frac {\partial \omega }{\partial k}}}
在几乎大多数情况下，波主要是能量通过介质的运动，而群速度更常用於描述能量移动穿过介质的速度。